# Rossens (Vaud)
Pour les articles homonymes, voir Rossens.
Rossens est une localité et une ancienne commune suisse du canton de Vaud, située dans la commune de Villarzel et le district de la Broye-Vully.

## Histoire
Rossens fut mentionné dès 1176 sous son nom actuel. Le village était une seigneurie de la châtellenie de Villarzel relevant directement de l'évêque de Lausanne, appartenant en 1335 à Gérard de Dizy et à sa femme Agnès de Billens. Il passa par achat ou mariage en de nombreuses mains : aux Rey, aux Maillard, aux Moratel en 1591, aux Zehender en 1630, aux Herbort en 1742, enfin aux Miéville en 1796, propriétaires de la maison appelée « château ». Rossens fit partie du bailliage de Moudon sous l'Ancien Régime (1536-1798) et fut ensuite attribué aux districts de Moudon (1798-1803), puis de Payerne (1803-2006). Au spirituel, Rossens releva de la paroisse de Villarzel dès 1622 et de celle de Granges-près-Marnand depuis 2000. Le village est resté rural (92 % des emplois dans le secteur primaire en 2005).
Le 1er juillet 2006, la commune a fusionné avec Sédeilles et Villarzel pour former la nouvelle commune de Villarzel.

## Démographie
Rossens compte 4 feux en 1741 puis 28 habitants en 1764, 67 en 1850, 77 en 1900, 59 en 1950 et 46 en 2000.